# Robert Forest
Robert Forest (* 18. November 1961 in Toulouse) ist ein ehemaliger französischer Radrennfahrer.

## Sportliche Laufbahn
Forest war im Straßenradsport aktiv. Als Amateur gewann er das Einzelzeitfahren um den Grand Prix de France 1983 vor Philippe Bouvatier sowie die Route de France vor Michel Jean. Er startete für den Verein Saint-Alban Omnisports.
Von 1984 bis 1993 war er Berufsfahrer. Forest gewann Etappen im Grand Prix Midi Libre 1984, im Giro d’Italia 1987 und im Circuit Cycliste Sarthe 1992. Das Etappenrennen Tour du Vaucluse gewann er 1992. Seine Profikarriere endete durch einen unverschuldeten Verkehrsunfall, als er auf der Rückkehr von einem Rennen war, woraufhin er mehrere Wochen im Koma lag. Forest bestritt alle Grand Tours.
| Grand Tour            | 1985 | 1986 | 1987 | 1988 | 1989 | 1990 | 1991 |
| --------------------- | ---- | ---- | ---- | ---- | ---- | ---- | ---- |
| Vuelta a EspañaVuelta | –    | –    | –    | –    | –    | 102  | –    |
| Giro d’ItaliaGiro     | –    | –    | 28   | –    | 52   | –    | DNF  |
| Tour de FranceTour    | 16   | 35   | 38   | –    | 75   | –    | –    |

## Familiäres
Sein Schwager Jean-Marc Manfrin und sein Neffe Jean-Luc Forest waren ebenfalls Radprofis.